# Live and Let Die (Lied)
Live and Let Die (englisch für ‚leben und sterben lassen‘) ist das Titelstück des gleichnamigen James-Bond-Films. Es wurde von Linda und Paul McCartney geschrieben, mit ihrer Gruppe Wings aufgenommen und im Juni 1973 als Single veröffentlicht. Bekannt wurde auch eine Coverversion des Stücks von der Band Guns N’ Roses im Jahr 1991.

## Hintergrund

Englischsprachiges Logo

Live and Let Die wurde eigens für den achten James-Bond-Film in Auftrag gegeben. John Barry, der frühere Bond-Filme vertont hatte, stand für die Arbeit an Live And Let Die nicht zur Verfügung, so dass die Produzenten des Films, Albert R. Broccoli und Harry Saltzman, bereits vor Fertigstellung des Drehbuchs durch Tom Mankiewicz McCartney baten, den Titelsong zu schreiben. McCartney war zuvor gebeten worden, das Thema für Diamonds Are Forever von 1971 zu schreiben, was aber nicht realisiert wurde.
Laut Paul McCartney regte im Oktober 1972 Ron Kass McCartney dazu an, den Song Live and Let Die zum gleichnamigen James-Bond-Film zu schreiben. Paul McCartney sagte 1973 über die Entstehung des Liedes: „Ich las das Buch ‚Leben und sterben lassen‘ an einem Tag, fing an, es an diesem Abend zu schreiben, machte am nächsten Tag weiter und beendete es am nächsten Abend […]. Ich habe mich ans Klavier gesetzt, etwas ausgearbeitet und mich dann mit George Martin in Verbindung gesetzt, der es mit uns produziert hat. Linda schrieb den mittleren Reggae-Teil des Songs.“
Live and Let Die entstand in Zusammenarbeit mit dem früheren Beatles-Produzenten George Martin, der das Stück produzierte und die orchestralen Einsätze arrangierte. Die Filmproduzenten hatten vorgesehen, dass ein anderer Interpret McCartneys Song aufnimmt. McCartney und Martin hatten jedoch andere Vorstellungen, so nahmen sie im Wesentlichen an einem einzigen Tag eine vollständige Studioversion in George Martins AIR Studios in London auf, die gleichzeitig mit einem Orchester eingespielt wurde. Martin brachte es als Azetat (Vorpressung der Platte) dann zum Drehort in der Karibik, um es Cubby Broccoli, einem der Produzenten des Films, auf einem mitgebrachten kleinen Plattenspieler vorzuspielen. Broccoli soll laut McCartney dazu zu George Martin gesagt haben „Das ist schön, George. Ein schönes Demo. Aber wann macht ihr’s fertig?“ Und George habe gesagt „Das ist es.“
In der Annahme, dass es sich bei der McCartney-Aufnahme bloß um ein Demo handelte, schlug Harry Saltzman angeblich vor, dass Thelma Houston den Song aufnehmen sollte. Nachdem die Produzenten Martins Beharren darauf akzeptiert hatten, dass der Song gut genug wäre, um ihn zu verwenden, wurde er in den Film integriert. Eine weitere Aufnahme von Brenda J. Arnau erschien ebenfalls im Soundtrack des Films. Laut einem Schreiben von Ron Kass, dem ehemaligen Chef des Beatles-Labels Apple Records, an Saltzman steht: „Paul McCartney hat zugestimmt, den Titelsong mit dem Titel Live and Let Die zu schreiben. Er und seine Musikgruppe Wings werden den Titelsong zum Vorspann performen.“ Es ist somit daraus zu schließen, dass es sich bei der Unterhaltung zwischen George Martin und Harry Saltzman nur um ein Missverständnis handeln konnte, da vertraglich schon alles ausgehandelt war.
Live And Let Die ist der einzige Song, der auf jedem der Live-Alben von Paul McCartney erschienen ist, mit Ausnahme der Fernsehaufzeichnung Unplugged (The Official Bootleg). Bei den Live-Auftritten der Wings mit diesem Song gab es im Instrumentalteil eine Lasershow. McCartney spielte den Song weiterhin auf seinen Solo-Tourneen, oft auch mit der Verwendung von Pyrotechnik; so führte er das Lied auch im Juni 2012 neben Let It Be live beim Diamond Jubilee Concert anlässlich des 60. Thronjubiläums von Königin Elisabeth II. auf.

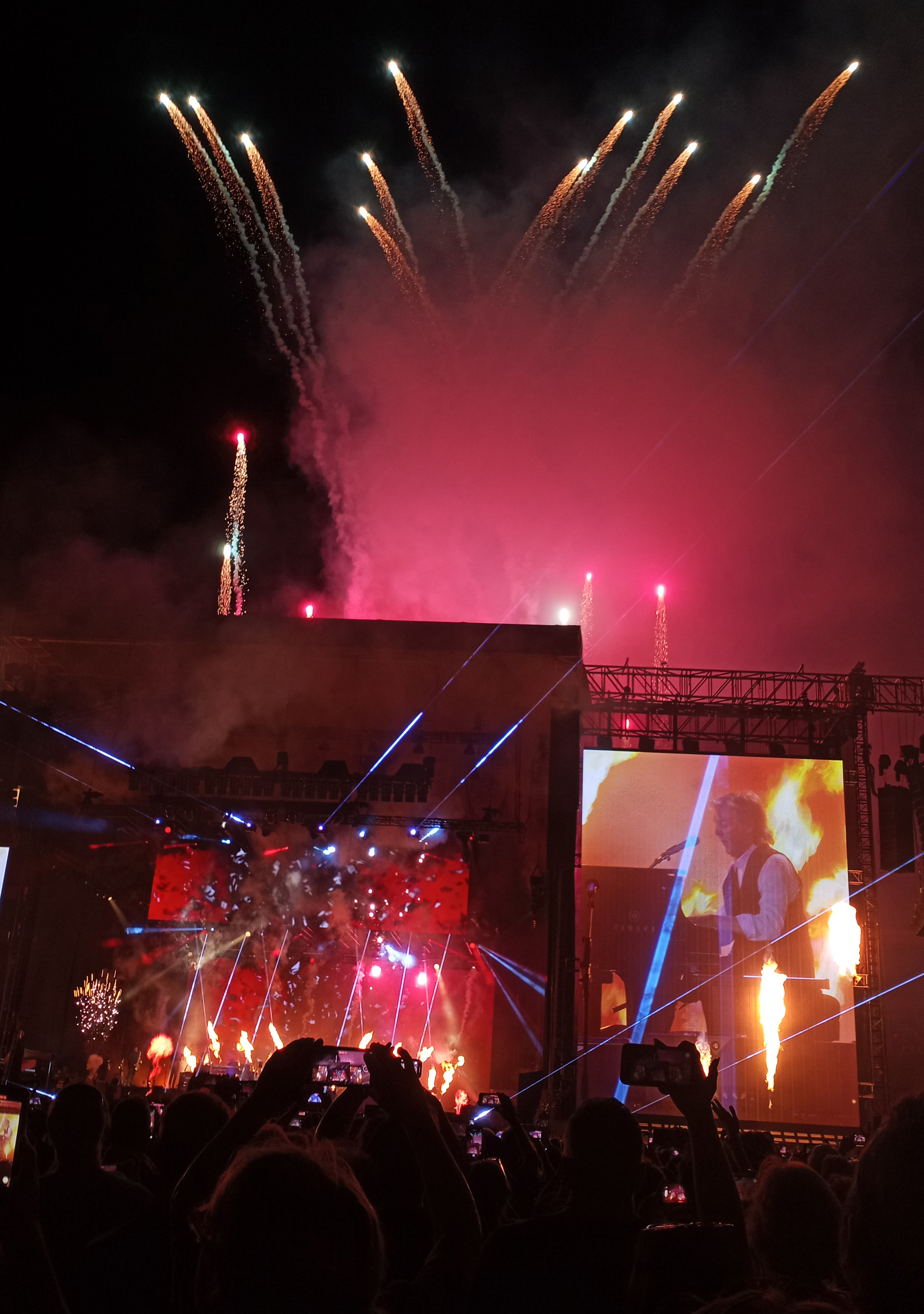
Aufführung 2022

McCartney sagte zur Liveversion: „Für uns ist die Nummer bis heute eine große Show. Wir setzen sogar Pyrotechnik dabei ein, und ich glaube, am besten gefällt mir daran, dass wir wissen, wann die Explosion kommt, diese erste große Explosion. […] ‚Live and let ...‘ BOOM!“

## Aufnahme
Live and Let Die wurde von den Wings am 19. und 20. Oktober 1972 in den Londoner AIR Studios mit George Martin als Produzenten und Orchesterarrangeur aufgenommen. Bill Price war der Toningenieur der Aufnahmen. Die Abmischung erfolgte am 21. Oktober ebenfalls in den AIR Studios. Die Einspielung des Liedes erfolgte während der Aufnahmen zum Wings-Album Red Rose Speedway.
Besetzung:
- Paul McCartney: Gesang, Klavier
- Linda McCartney: Keyboards, Hintergrundgesang
- Denny Laine: Bassgitarre, Hintergrundgesang
- Henry McCullough: E-Gitarre
- Denny Seiwell: Schlagzeug
- Ray Cooper: Perkussion
- George Martin: Arrangeur
- Orchester

## Veröffentlichung der Version von Wings
- Am 1. Juni 1973 (USA: 18. Juni 1973) erschien die Single Live and Let Die – mit dem Lied I Lie Around als B-Seite.[6] I Lie Around wurde im Oktober 1970 in den CBS Studios in New York während der Aufnahmen zum Album Ram eingespielt. Weitere Overdubs erfolgten im November 1972 in den Abbey Road Studios. Die deutsche Single führte als Interpreten Paul McCartney and Wings statt nur Wings auf.[7]
- Am 2. Juli 1973 wurde das von George Martin produzierte Soundtrackalbum Live and Let Die in den USA sowie in mehreren europäischen Ländern veröffentlicht. Das Album enthält das Titellied zweimal, die Wingsversion sowie eine Version von Bj Arnau. Bei Live and Let Die wurde Paul McCartney and Wings als Interpret aufgeführt.[8] Der gesamte Soundtrack wurde auch in Quadrofonie veröffentlicht.
- Live and Let Die erschien am 27. November 1978 auf dem Kompilationsalbum, Wings Greatest, am 2. November 1987 auf All the Best!, am 7. Mai 2001 auf Wingspan: Hits and History und am 10. Juni 2016 auf Pure McCartney.
- Liveversionen von Live and Let Die erschienen auf den Alben Wings over America (1976), Tripping the Live Fantastic (1990), Paul Is Live (1993), Back in the U.S. (2002), Back in the World (2003) und Good Evening New York City (2009).
- Im Juni 2003 erschien das Soundtrackalbum Music from the Motion Picture The In-Laws, auf dem sich eine andere Version von Live and Let Die befindet, die 1973 während des James Paul McCartney TV Special aufgenommen wurde. Als Titelinterpret wird nur Paul McCartney angegeben.[9]
- Am 7. Dezember 2018 wurde das Album Red Rose Speedway, zum zweiten Mal remastert, von dem Musiklabel Capitol Records als Teil der Paul McCartney Archive Collection veröffentlicht. Die Special Edition enthält Live and Let Die.[10]
- Am 14. Juni 2024 erschien das Wings-Album One Hand Clapping, es enthält Aufnahmen aus dem August 1974, so auch Live and Let Die.

## Rezeption
Live and Let Die war der erste Titelsong eines James-Bond-Films, der für den Oscar nominiert wurde, er verlor aber gegen den Titelsong von The Way We Were.
In den Vereinigten Staaten wurde es 2012 von der BMI für vier Millionen Ausstrahlungen ausgezeichnet.

## Weitere Verwendung
- In dem 2003er Film Ein ungleiches Paar (Originaltitel: The In-Laws) wurde ebenfalls Live and Let Die, allerdings in einer anderen Version, verwendet.
- In dem US-amerikanischen Film American Hustle aus dem Jahre 2013 wird das Lied während einer Szene ironisch eingesetzt, in der Rosalyn Rosenfeld, gespielt von Jennifer Lawrence, singend ihre Wohnung putzt.
- Für die Fernsehsendung Nicht nachmachen! im ZDF wurde sie als Titelmusik genutzt.

## Kommerzieller Erfolg

### Chartplatzierungen
Die Single Live and Let Die erreichte Platz neun in Großbritannien, Platz 31 in Deutschland und in den Vereinigten Staaten Platz zwei in den jeweiligen Charts. Somit war es die dritte Top-10-Single für Wings in den Vereinigten Staaten sowie die vierte im Vereinigten Königreich.
| ChartsChartplatzierungen       | Höchstplatzierung | Wochen |
| ------------------------------ | ----------------- | ------ |
| Deutschland (GfK)              | 31 (6 Wo.)        | 6      |
| Vereinigte Staaten (Billboard) | 2 (14 Wo.)        | 14     |
| Vereinigtes Königreich (OCC)   | 9 (14 Wo.)        | 14     |

| ChartsJahrescharts (1973)      | Platzierung |
| ------------------------------ | ----------- |
| Vereinigte Staaten (Billboard) | 56          |

### Auszeichnungen für Musikverkäufe
Die Single wurde von der RIAA mit einer Goldenen Schallplatte ausgezeichnet, für mehr als eine Million verkaufter Exemplare in den Vereinigten Staaten.
| Land/Region                  | Auszeichnungen für Musikverkäufe (Land/Region, Auszeichnung, Verkäufe) | Verkäufe  |
| ---------------------------- | ---------------------------------------------------------------------- | --------- |
| Vereinigte Staaten (RIAA)    | Gold                                                                   | 1.000.000 |
| Vereinigtes Königreich (BPI) | Silber                                                                 | 200.000   |
| Insgesamt                    | 1× Silber · 1× Gold ·                                                  | 1.200.000 |

Hauptartikel: Paul McCartney/Auszeichnungen für Musikverkäufe

## Guns-N’-Roses-Version
Live and Let Die wurde im Dezember 1991 als vierte von acht Singles der beiden Use-Your-Illusion-Alben ausgekoppelt, als zweite Single von Use Your Illusion I. Auch wurde ein Musikvideo dazu gedreht, das die Band sowohl auf der Bühne zeigte wie auch beim Durchsehen alter Fotos. Das Video wurde gedreht, kurz bevor Izzy Stradlin die Band verließ. Es ist das letzte Video, in dem er zu sehen ist. 
Chartplatzierungen
Die Version von Guns N’ Roses erreichte Platz 33 der US-amerikanischen Billboard Hot 100 und Platz 20 der Mainstream Rock Charts.
| ChartsChartplatzierungen       | Höchstplatzierung | Wochen |
| ------------------------------ | ----------------- | ------ |
| Deutschland (GfK)              | 33 (12 Wo.)       | 12     |
| Österreich (Ö3)                | 27 (1 Wo.)        | 1      |
| Schweiz (IFPI)                 | 19 (9 Wo.)        | 9      |
| Vereinigte Staaten (Billboard) | 33 (16 Wo.)       | 16     |
| Vereinigtes Königreich (OCC)   | 5 (7 Wo.)         | 7      |

Auszeichnungen für Musikverkäufe

| Land/Region                  | Auszeichnungen für Musikverkäufe (Land/Region, Auszeichnung, Verkäufe) | Verkäufe |
| ---------------------------- | ---------------------------------------------------------------------- | -------- |
| Australien (ARIA)            | Gold                                                                   | 35.000   |
| Neuseeland (RMNZ)            | Gold                                                                   | 5.000    |
| Vereinigtes Königreich (BPI) | Silber                                                                 | 200.000  |
| Insgesamt                    | 1× Silber · 2× Gold ·                                                  | 240.000  |

Hauptartikel: Guns N’ Roses/Auszeichnungen für Musikverkäufe